# شاپرک‌های کرم میوه
شاپرکان کرم‌میوه (نام علمی: Carposinidae) نام یک تیره از راسته پروانه‌سانان است.